# Лучевое (Алтайский край)
Лучевое — посёлок в Косихинском районе Алтайского края. Входит в состав Каркавинского сельсовета.

## География
Расположен в центральной части района, на левом берегу реки Лосихи. Абсолютная высота — 202 метра над уровнем моря.
Климат
Климат характеризуется как резко континентальный. Средняя многолетняя температура самого холодного месяца (января) составляет −20 °С (абсолютный минимум — −52 °С), температура самого тёплого (июля) — 21 °С (абсолютный максимум — 38 °С). Среднегодовое количество атмосферных осадков — 350—400 мм. Преобладающее направление ветра в течение года — юго-западное с переходом на северо-западное.

## Население
| 1997 | 1998 | 1999 | 2000 | 2001 | 2002 | 2003 | 2004 | 2005 | 2006 |
| ---- | ---- | ---- | ---- | ---- | ---- | ---- | ---- | ---- | ---- |
| 424  | ↗425 | ↘414 | ↘403 | ↘397 | ↘349 | ↗352 | ↘335 | ↘308 | ↘282 |
| 2007 | 2008 | 2009 | 2010 | 2011 | 2012 | 2013 |      |      |      |
| ↘281 | ↘256 | ↘252 | ↘240 | ↘238 | ↘219 | ↘205 |      |      |      |

Национальный состав
Согласно результатам переписи 2002 года, в национальной структуре населения русские составляли 93 %.